# Attirampakkam
Koordinaten: 13° 13′ 50″ N, 79° 53′ 20″ O
Attirampakkam oder Athirampakkam ist ein südindisches Dorf rund 60 km von Chennai im Bundesstaat Tamil Nadu entfernt. Dort wurden die ältesten Steinwerkzeuge des Landes entdeckt.
Für diese Geräte wurde mit Hilfe der Aluminium-Beryllium-Methode ein Alter von mindestens 1,07 Millionen, wenn nicht 1,5 Millionen Jahren errechnet. Dabei handelt es sich um Faustkeile, Cleaver und Schaber. Die Funde sind der Madras-Kultur, einer Faustkeil-Industrie des Altpaläolithikums zuzuordnen.
Funde aus dem Mittelpaläolithikum werden neuerdings auf 385.000 ± 64.000 Jahre datiert. In Attirampakkan dauerte demnach diese Epoche bis 172.000 ± 41.000 Jahre. Dort lassen sich der Rückgang von Faustkeilen, der zunehmende Gebrauch von kleineren Geräten und die Entwicklung oder Einführung der kennzeichnenden Levalloistechnik erstmals genauer verfolgen und zugleich der Beginn des Mittelpaläolithikums deutlich in eine frühere Zeit verlegen. Damit erweist sich eine zeitliche Angleichung an analoge Veränderungen des menschlichen Verhaltens in Europa und Afrika. Bis dahin waren derlei Veränderungen im Zusammenhang mit der Ausbreitung des anatomisch modernen Menschen vor etwa 125.000 Jahren angenommen worden.
An der Fundstätte wurden auch zahlreiche Artefakte des Jungpaläolithikums nachgewiesen, hinzu kamen drei Tierzähne, nämlich von einem Asiatischen Büffel, von einer Pferdeart und von einer Nilgauantilope. Dies weist für die frühere Epoche auf eine offene, feuchte Landschaft hin.
Entdeckt wurde die Fundstätte bereits 1863 durch den Geologen Robert Bruce Foote.